# Pouzolzia
Chi Thuốc vòi (danh pháp khoa học: Pouzolzia) là chi thực vật có hoa trong họ Tầm ma.

## Từ nguyên
Tên chi Pouzolzia đặt theo nhà thực vật học kiêm nhà thu thập cây người Pháp là Pierre Marie Casimir de Pouzolz (1785–1858).

## Các loài
Chi này hiện tại công nhận gồm 64 loài:
- Pouzolzia acalyphoides (Blume) Wedd., 1869
- Pouzolzia acuta Wight, 1853
- Pouzolzia amambaiensis Friis & Wilmot-Dear, 2011 in 2012
- Pouzolzia arachnoidea (Walp.) Wedd., 1869
- Pouzolzia auriculata Wight, 1853
- Pouzolzia australis (Endl.) Friis & Wilmot-Dear, 2006
- Pouzolzia baronii Leandri, 1950
- Pouzolzia bennettiana Wight, 1853
- Pouzolzia boiviniana (Wedd.) Wedd., 1857
- Pouzolzia bracteosa Friis, 1985
- Pouzolzia calophylla W.T.Wang & C.J.Chen, 1979
- Pouzolzia ceramica Blume, 1857
- Pouzolzia conglobata (Blume) Miq., 1859
- Pouzolzia cordata Benn., 1838
- Pouzolzia cymosa Wight, 1853
- Pouzolzia denudata De Wild. & T.Durand, 1899
- Pouzolzia diffusa Wight, 1853
- Pouzolzia fadenii Friis & Jellis, 1984
- Pouzolzia floresiana Friis & Wilmot-Dear, 2012
- Pouzolzia formicaria (Poepp. ex Wedd.) Wedd., 1857
- Pouzolzia gardneri Wight, 1853
- Pouzolzia gaudichaudii Leandri, 1950
- Pouzolzia guatemalana (Blume) Wedd., 1869
- Pouzolzia guineensis Benth., 1849
- Pouzolzia herpetophyton Friis & Wilmot-Dear, 2006
- Pouzolzia humbertii Leandri, 1950
- Pouzolzia laevigata Gaudich., 1830 - Loài điển hình.
- Pouzolzia laevis (Wedd.) Wedd., 1869
- Pouzolzia latistipula Friis & Wilmot-Dear, 1996
- Pouzolzia longifolia Wight, 1853
- Pouzolzia longipes Killip, 1937
- Pouzolzia mandrarensis Leandri, 1950
- Pouzolzia meeboldii W.W.Sm. & Ramaswami, 1914
- Pouzolzia mixta Solms, 1864
- Pouzolzia mysorensis Wight, 1853
- Pouzolzia neilgherrensis Wight, 1853
- Pouzolzia niveotomentosa W.T.Wang, 1981
- Pouzolzia nudiflora (Willd.) Friis & Wilmot-Dear, 1996
- Pouzolzia obliqua (Wedd.) Wedd., 1857
- Pouzolzia occidentalis (Liebm.) Wedd., 1857
- Pouzolzia ovata Wight, 1853
- Pouzolzia papuana K.Schum. & Lauterb., 1900
- Pouzolzia parasitica (Forssk.) Schweinf., 1896
- Pouzolzia peteri Friis, 1987
- Pouzolzia poeppigiana (Wedd.) Killip, 1931
- Pouzolzia pringlei Greenm., 1898
- Pouzolzia purpusii Brandegee, 1924
- Pouzolzia ramosissima Wight, 1853
- Pouzolzia revoluta Blume, 1857
- Pouzolzia rubricaulis (Blume) Wedd., 1869
- Pouzolzia rugulosa (Wedd.) Acharya & Kravtsova, 2009
- Pouzolzia sanguinea (Blume) Merr., 1921
- Pouzolzia saxophila Friis, Wilmot-Dear & A.K.Monro, 2014
- Pouzolzia scaberrima Killip, 1934
- Pouzolzia stocksii Wight, 1853
- Pouzolzia taiwaniana C.I Peng & S.W.Chung, 2012
- Pouzolzia thailandica Friis & Wilmot-Dear, 2006
- Pouzolzia tomentosa Wight, 1853
- Pouzolzia tsaratananensis Friis & Wilmot-Dear, 2006
- Pouzolzia variifolia Friis & Wilmot-Dear, 2006
- Pouzolzia vesicaria (Roxb.) Wight, 1853
- Pouzolzia wallichiana Wight, 1853
- Pouzolzia weddellii Leandri, 1950
- Pouzolzia zeylanica (L.) Benn., 1838

Tại Việt Nam ghi nhận sự có mặt của các loài sau:
- Pouzolzia sanguinea (Blume) Merr., 1921:[7] Thuốc vòi cây, bọ mắm rừng, nhớt nháo, đay rừng, thuốc dòi cây. Phân bố: Châu thổ Bắc Bộ, Huế, Đà Lạt. Ghi nhận sự có mặt của hai thứ là Pouzolzia sanguinea var. sanguinea và Pouzolzia sanguinea var. elegans (Wedd.) Friis, Wilmot-Dear & C.J.Chen, 2003.
- Pouzolzia zeylanica (L.) Benn., 1838:[8] Thuốc vòi, thuốc dòi, thuốc giòi, bọ mắm, bọ mấm.

Các loài được Phạm Hoàng Hộ xếp trong chi này còn có:
- Pouzolzia auriculata Wight., 1853: Thuốc vòi tai. Tuy nhiên, POWO cho rằng nó chỉ có tại Socotra, Ấn Độ, Sri Lanka.[9]
- Pouzolzia elegans Wedd., 1869 = Pouzolzia sanguinea var. elegans (Wedd.) Friis, Wilmot-Dear & C.J.Chen, 2003: Thuốc vòi thanh. Ghi nhận tại Lào Cai.
- Pouzolzia hirta (Blume) Hassk., 1844 = Gonostegia hirta (Blume) Miq., 1870: Thuốc vòi lông.
- Pouzolzia pentandra (Roxb.) Benn., 1838 = Gonostegia pentandra (Roxb.) Miq., 1870: Thuốc vòi ngũ hùng. Ghi nhận có tại Hà Nam Ninh, Thanh Hóa.